# Erythria alpina
Erythria alpina är en insektsart som först beskrevs av Vidano 1959.  Erythria alpina ingår i släktet Erythria och familjen dvärgstritar.
Artens utbredningsområde är Italien. Inga underarter finns listade i Catalogue of Life.